# Miami Vice (film)
Miami Vice is een Amerikaanse film uit 2006. Het is een verfilming van de televisieserie Miami Vice, die liep van 1984 tot en met 1989. De regie was in handen van Michael Mann, die in de jaren 80 de serie produceerde. De bedenker van de serie, Anthony Yerkovich, produceerde de film samen met Mann.
Miami Vice werd genomineerd voor een Satellite Award voor beste montage. Jamie Foxx, die ook in verscheidene eerdere films van Mann speelde, speelt in de film Ricardo Tubbs. James Crockett werd hierin vertolkt door Colin Farrell. Barry Shabaka Henley speelt ook mee in de film en was eerder te zien in Manns Ali en Collateral.

## Verhaal
Na een tragische verbreking van de veiligheid in het JIATIF, roept de FBI al gauw de hulp in van de Miami-autoriteiten, die geen deel uitmaken van de in opspraak gekomen groep. De opdracht gaat naar Ricardo Tubbs en zijn collega James Crockett. Ze moeten undercover gaan als de illegale boat-racers en smokkelaars Sonny Burnett en Rico Cooper. Zo ontdekken ze een netwerk van narcoticasmokkelaars onder leiding van de mysterieuze Archangel de Jesus Montoya en zijn Cubaans-Chinese bankierster Isabella.
Tubbs en Crockett gaan tot het uiterste, daar waar ze hun ware identiteit bijna verliezen. En het wordt pas echt gevaarlijk wanneer Crockett verliefd wordt op Isabella en Trudy, de vriendin van Tubbs, met de dood bedreigd wordt.

## Rolverdeling
| Acteur               | Personage                   |
| -------------------- | --------------------------- |
| Colin Farrell        | Det. James 'Sonny' Crockett |
| Jamie Foxx           | Det. Ricardo Tubbs          |
| Gong Li              | Isabella                    |
| Barry Shabaka Henley | Lt. Martin Castillo         |
| Naomie Harris        | Trudy Joplin                |
| Ciarán Hinds         | FBI Agent Fujima            |
| Luis Tosar           | Arcangel de Jesus Montoya   |
| John Ortiz           | José Yero                   |
| Isaach De Bankolé    | Neptune                     |
| John Hawkes          | Alonzo Stevens              |
| Tom Towles           | Coleman                     |
| Eddie Marsan         | Nicholas                    |

## Trivia
- Numb/Encore van Jay-Z & Linkin Park werd gebruikt in de trailer.
- De opnames lagen een tijd stil door de orkanen Katrina, Rita en Wilma.
- Een groot deel van de film werd gefilmd met een digitale camera. Michael Mann experimenteerde ook al met deze camera in Collateral. De scènes die zich in fel daglicht afspelen werden overigens gewoon gefilmd in 35mm-film.
- Talloze scènes werden gefilmd in de achterbuurten van Miami. In deze buurten heerste veel criminaliteit en daarom moest de set continu beveiligd worden. Sommige filmlocaties waren zelfs zo gevaarlijk dat de politie er niet durfde te komen. Volgens geruchten moest producent/regisseur Michael Mann voor veel geld lokale straatbendes inhuren om de set te bewaken tegen andere criminelen.
- Michael Mann liep al vanaf begin jaren 80 met het idee rond om Miami Vice als speelfilm te maken, hij vond echter geen gehoor voor zijn project. Mann besloot daarom maar zijn toevlucht te zoeken bij de televisie.
- Tijdens de filmopnames van het door Michael Mann geregisseerde Ali kwam acteur Jamie Foxx op het idee om een speelfilmversie van de serie te maken.
- Diezelfde Jamie Foxx stelde hoge eisen tijdens de opnames: zo wilde hij alleen per privévliegtuig vervoerd worden en wilde hij alleen in de duurste hotelkamers slapen. Daarnaast stond hij erop dat talloze passages uit het script werden herschreven.
- Ook was hij het niet eens over zijn salaris: toen hij het contract tekende had hij nog geen Oscar gewonnen, waardoor zijn salariseisen lager waren (acteurs zonder Oscar zijn goedkoper dan acteurs met). Na het winnen van de Oscar eiste hij een hoger salaris en een percentage van de winst. Het gevolg was een voortdurende ruzie tussen Michael Mann en Jamie Foxx.